# فرنسيس كارول
فرنسيس كارول (بالإنجليزية: Francis Carroll)‏ هو كاهن كاثوليكي أسترالي، ولد في 9 سبتمبر 1930 في غنمين ‏ في أستراليا.